# Travel Box Brazil
Travel Box Brazil é um canal de televisão por assinatura brasileiro fundado em 2012 e pertence à programadora Box Brazil Media Group. O canal tornou-se conhecido pelo público após a regulamentação da Agência Nacional do Cinema (Ancine) que concedeu a alguns canais o título de canais brasileiros de espaço qualificado programado por programadora brasileira independente, dentre os quais se destacam os canais irmãos Prime Box Brazil, Music Box Brazil e FashionTV.
A programação do Travel Box Brazil apresenta o Brasil e o mundo pelos olhos dos brasileiros. As experiências de viagem dão o tom da programação por meio da gastronomia, esportes e diferentes culturas.

Atualmente o canal atinge mais de 10 milhões de assinantes. Homens e mulheres de +18 anos, das classes A, B e C são o público-alvo.